# Chiesa di San Giacomo a Scossacavalli
La chiesa di San Giacomo a Scossacavalli (detta anche più propriamente San Giacomo Scossacavalli) era un luogo di culto cattolico di Roma, nel rione Borgo, nella piazza omonima. Fu demolita nel 1937 insieme alla Spina di Borgo nell'ambito dei lavori per la realizzazione della via della Conciliazione.

## Ubicazione
Il santuario si trovava a Roma, nel rione Borgo, lungo il lato est di piazza Scossacavalli. Mentre la facciata guardava verso ovest, e aveva di fronte il Palazzo dei Convertendi e la fontana del Maderno, il lato meridionale si affacciava sulla strada di Borgo Vecchio.

## Storia

### Medioevo

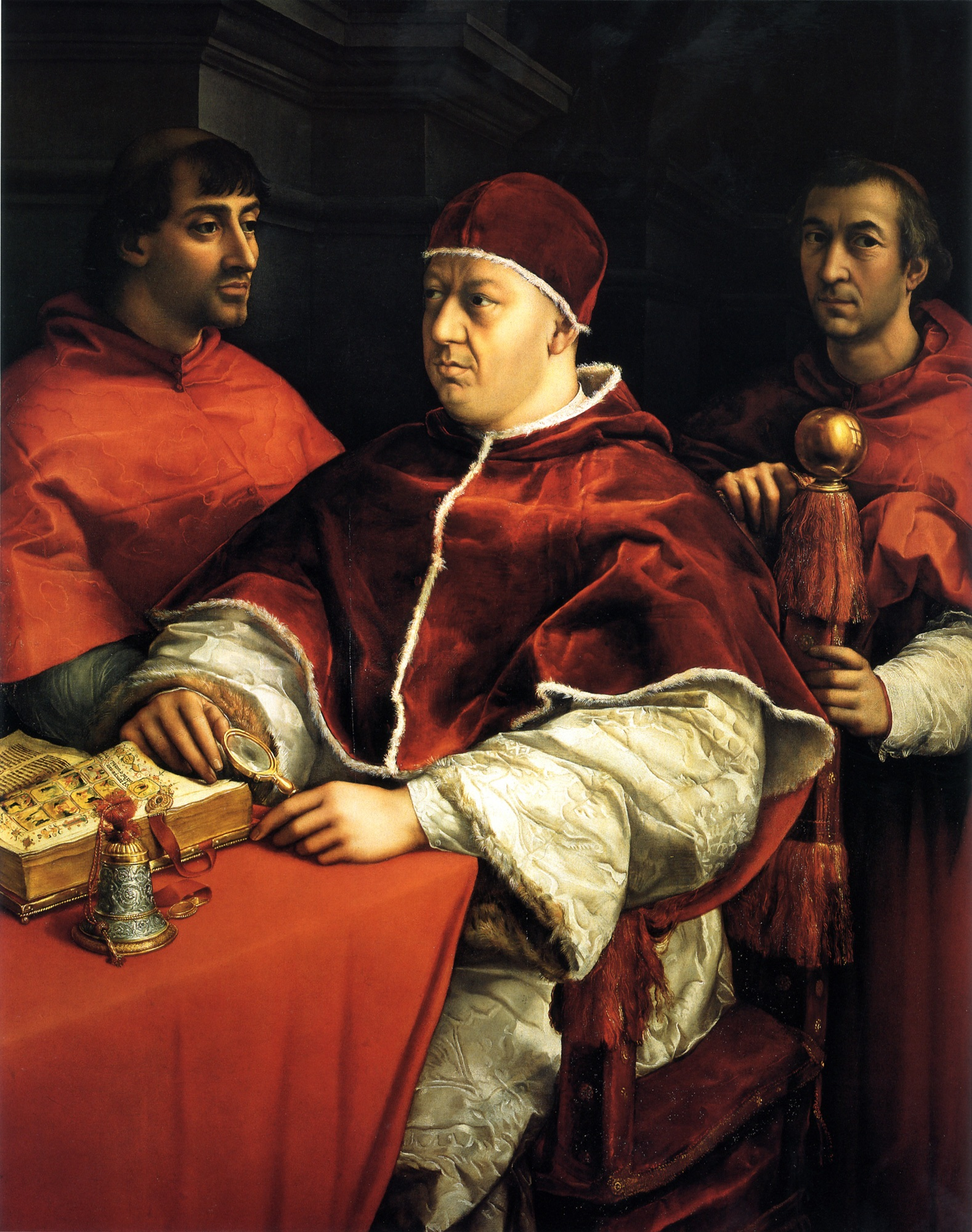
Nel 1513 Leone X riconobbe la Confraternita del SS. Sacramento, alla quale nel 1520 venne affidata San Giacomo

Il nome della chiesa ispirò una pia leggenda. Quando Elena, madre di Costantino il Grande, tornò a Roma dal suo viaggio in Terra santa, portò, tra le altre reliquie, due pietre: quella sulla quale Gesù venne presentato al tempio di Salomone, e quella del sacrificio di Isacco. L'imperatrice era intenzionata a donare entrambe le pietre alla Basilica di San Pietro, ma quando il convoglio arrivò nel luogo in cui la futura chiesa sarebbe sorta, i cavalli rifiutarono di proseguire oltre, nonostante venissero scossi più volte. Vista l'impossibilità di proseguire, in quel luogo fu costruita una cappella per ospitare le due pietre, e questa dette origine alla chiesa. La storia non ha alcun fondamento, e la ragione più probabile per il nome è il ritrovamento, nei pressi della piazza, di un frammento di una statua equestre di epoca romana rappresentante una coscia di cavallo, in latino volgare Coxa caballi.
La chiesa ha un'origine antica: nel Medioevo, quando era dedicata al Salvatore, venne menzionata come San Salvatoris de Coxa caballi in Bolle papali di Sergio I (r. 687-701) e Leone IV (r. 847-55). Inoltre, la chiesa è citata nei principali cataloghi medievali delle chiese Romane, come quello di Cencio Camerario e quello di Parigi.
Secondo alcune fonti, l'edificio potrebbe essere identificato con San Salvatore de Bordonia. L'appellativo deriva dal bordone del pellegrino, che era il bastone portato dai pellegrini che si recavano a San Pietro. Questi avrebbero lasciato il loro bastone a San Giacomo prima di entrare in San Pietro, esattamente come facevano dopo aver completato il Cammino di Santiago: questo fatto potrebbe spiegare anche la dedica tarda della chiesa a San Giacomo.
Nel 1250 le reliquie di San Giacomo il Maggiore furono portate nella chiesa, la quale venne dedicata all'apostolo. Nei documenti coevi di solito viene chiamata S. Jacopo de Portico, dove il Porticus per antonomasia della Roma medievale era il passaggio coperto che collegava San Pietro con il Tevere, denominato Porticus Sancti Petri. Nel 1198 papa Innocenzo III (r. 1198-1216) affidò al Capitolo di San Pietro la cura della chiesa. Nel 1275 la chiesa divenne parrocchia.

### Rinascimento

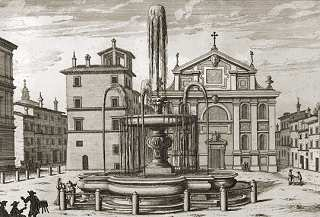
Piazza Scossacavalli con San Giacomo e la fontana di Carlo Maderno, in una incisione del XVII secolo dı Giovanni Battista Falda

Nel 1520 la cura della chiesa venne affidata alla confraternita del Santissimo Sacramento. Questa associazione nacque in Borgo nel 1509 a causa del seguente episodio: durante una serata ventosa del 1506, un carmelitano proveniente dalla vecchia chiesa di Santa Maria in Traspontina (situata vicino Castel Sant'Angelo), seguito da un frate laico il quale faceva luce con una candela, stava portando l'eucaristia a un malato. Dal momento che il vento aveva spento la candela, il laico si recò in una bottega vicina per chiedere del fuoco, e il sacerdote venne lasciato solo. Alla vista del prete solitario con il Santissimo Sacramento, diversi passanti si commossero, lo circondarono e lo accompagnarono portando un baldacchino e delle torce. Questo gruppo crebbe col tempo, fino a quando il 3 settembre 1509 i membri fondarono una compagnia. I Carmelitani le assegnarono una cappella in Santa Maria in Traspontina, e nel 1513 papa Leone X (r. 1513-1521) riconobbe l'associazione, che nel 1520 si trasferì a San Giacomo, affidatale dal Capitolo di San Pietro.
I confratelli indossavano un sacco tessuto con stoffa bianca. Questa veste aveva una piccola figura ricamata sulla spalla sinistra, rappresentante un calice vermiglio dal quale sorgeva un'immagine di Cristo a braccia aperte. La confraternita si impegnava a fornire un medico e un barbiere ai poveri della parrocchia. Inoltre, il Giovedì Santo nella chiesa veniva organizzata una sacra rappresentazione del Cristo morto con sculture di cera. Ogni anno aveva inoltre luogo una solenne processione, prima a Santa Maria Sopra Minerva nel rione Pigna, in seguito alla Cappella Paolina del Palazzo Apostolico, e infine a San Pietro. Nel 1578 papa Gregorio XIII (r. 1572-1585) accordò all'associazione lo stato di Arciconfraternita. A causa di ciò, doveri e privilegi della confraternita si accrebbero: dal 1580 i confratelli davano annualmente in dote a quattro ragazze povere della parrocchia una veste bianca e venticinque scudi. Nel 1590 Papa Sisto V (r.1585-90) concesse all'arciconfraternita il privilegio di liberare ogni anno un condannato a morte.
Poco dopo essere entrati in possesso di San Giacomo, i confratelli iniziarono la ricostruzione dell'edificio, scegliendo come architetto Antonio da Sangallo il Giovane, ma a causa della mancanza di denaro nel 1590 la facciata era ancora incompiuta. In quell'anno Ludovico Fulgineo, Referendario Apostolico e Governatore dell'Arciconfraternita, morì lasciando parte dei suoi averi all'associazione. Grazie a questa eredità due anni dopo la costruzione poteva dirsi finita.
Nel 1601 dietro la chiesa venne eretto un oratorio dedicato a San Sebastiano, avente la facciata rivolta verso Borgo Vecchio.

### Barocco ed età moderna

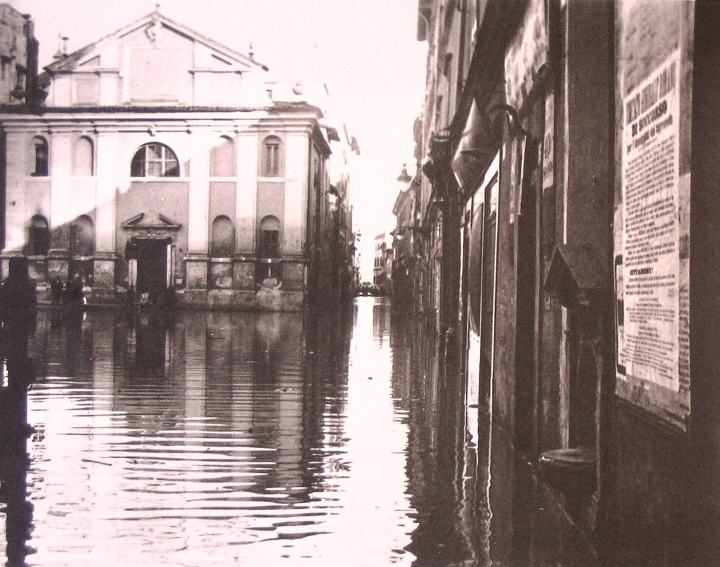
La chiesa in Piazza Scossacavalli e la strada di Borgo Vecchio verso est durante l'alluvione del Tevere del 15 febbraio 1915

San Giacomo venne sottoposta a restauri importanti nella prima metà del XVII secolo e nella seconda metà del XVIII secolo. Il 23 novembre 1777 la chiesa fu riconsacrata dal Cardinale Henry Benedict Stuart.
La chiesa fu danneggiata durante l'occupazione francese di Roma sotto Napoleone, e restaurata di nuovo nel 1810 e il 1880, quando tutti i basamenti in pietra furono rimossi. Nel 1825 San Giacomo perse il suo stato di parrocchia. Nel 1927 il santuario venne colpito da un incendio che danneggiò diverse opere d'arte, e nel 1929 venne assegnato all'istituto religioso dei Figli della Divina Provvidenza.
Nel 1937 l'edificio venne demolito (il termine ante quem per la fine dei lavori è il 30 settembre 1937), nel contesto dei lavori per la costruzione di via della Conciliazione. Mentre tutte le opere d'arte vennero date in custodia prima al Capitolo di San Pietro, poi al Museo Petriano (poi demolito per la costruzione della Sala Nervi), alcuni affreschi che decoravano la cappella furono staccati e sono ora esposti al Museo di Roma. Alcuni elementi della facciata, incluso il portale di travertino del XVII secolo decorato da teste di cherubini, sono conservati nel magazzino comunale presso il Bastione Ardeatino. Le due presunte pietre del sacrificio di Isacco e della presentazione di Gesù al Tempio di Salomone vennero rimosse, e all'inizio degli anni novanta del novecento furono collocate nella chiesa dei Santi Michele e Magno in Borgo (la chiesa nazionale degli olandesi a Roma): la pietra della presentazione è ora utilizzata come altare maggiore della chiesa.

## Descrizione

### Architettura

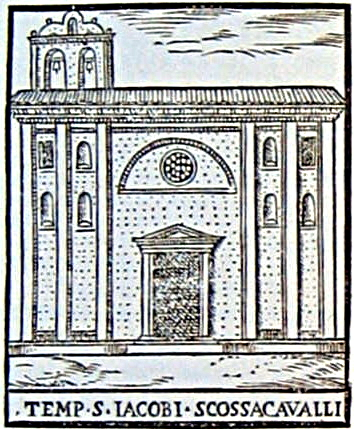
La chiesa nel tardo XVI secolo, in una xilografia di Girolamo Franzini, da Cose maravigliose dell'Alma Città di Roma, stampato nel 1588

Quando Antonio da Sangallo venne incaricato di ricostruire la chiesa, il problema principale che dovette affrontare era legato allo spazio disponibile: la facciata della chiesa, la quale insisteva su Piazza Scossacavalli, era infatti più larga della navata, il cui lato meridionale correva lungo Borgo Vecchio. Diversi disegni conservati agli Uffizi mostrano più soluzioni a questo problema: una pianta a navata unica orientata lungo il lato lungo con un ingresso laterale, una pianta ottagonale, e una pianta ovale. Quest'ultima venne adottata da Jacopo Barozzi da Vignola per la chiesa di Sant'Anna dei Palafrenieri, e fu poi spesso adottata nel corso del XVII secolo. Il Sangallo non adottò nessuna di queste soluzioni, decidendo invece di ridurre l'area della chiesa, la cui pianta divenne un rettangolo con il lato lungo perpendicolare a Piazza Scossacavalli. La navata centrale venne affiancata da quattro nicchioni, e dallo spazio rimanente l'architetto ricavò quattro ambienti, due per ogni lato, utilizzati come sacrestia.
L'aspetto della chiesa verso la metà del XVI secolo (poco prima del suo completamento) è conosciuto attraverso una xilografia di Girolamo Franzini. A quel tempo la facciata della chiesa si presentava come quasi quadrata: al centro si apriva un portale con timpano sormontato da una grande lunetta aperta da una finestra rotonda. Su ciascun lato del portale c'erano tre pilastri, fra i quali si aprivano due coppie di nicchie sovrapposte. Su un lato del tetto si innalzava un campanile a vela.
Quando la facciata fu completata, alla base dei pilastri vennero aggiunti alti plinti, e venne aggiunto un secondo ordine. Questo consisteva in un timpano con al centro un grande pannello ornato da affreschi e delimitato da una cornice mistilinea. Ai bordi del timpano erano posti due candelabri, e alla base del secondo ordine due orifiamma. Tutti questi elementi contribuivano a dare alla facciata, la quale dal 1592 era adornata anche dagli stemmi di papa Clemente VIII (r. 1592-1605) e della confraternita, uno slancio ascensionale. Inoltre, la facciata era adornata da affreschi di soggetto sacro: fra di essi c'erano "alcuni Santi gialli, finti di metallo dorato" attribuiti a Giovanni Guerra o Cristoforo Ambrogini, un artista a cui vengono attribuite solo opere a San Giacomo.
L'edificio, privo di abside e transetto, mantenne la pianta a navata unica almeno sino al 1627. Nel 1662 le navate erano diventate tre, separate da due file di pilastri quadrangolari realizzati in muratura e sui quali insistevano le volte. Nel 1627 il santuario aveva cinque altari, diventati sei nel 1649. Nel 1726, la chiusura della porta laterale della chiesa lungo Borgo Vecchio consentì di aggiungere un altro altare.

### Interno
Lato destro:

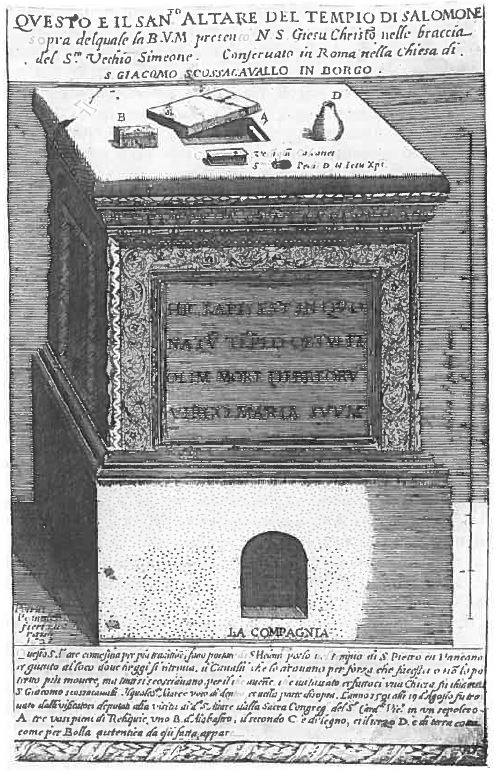
Il supposto altare del Tempio di Salomone custodito in una cappella della chiesa in una stampa del 1623

- La prima cappella era dedicata alla Vergine Maria: sulla volta erano dipinti quattro dottori della Chiesa (Ambrogio, Girolamo, Agostino e Gregorio Magno), mentre le pareti erano affrescate da Cristoforo Ambrogini[11][14][16] (o Ambrogi).[15] Inoltre, c'erano diversi affreschi raffiguranti episodi della vita della Vergine.[12] Questi, attribuiti ad un artista tardo manieristico di scuola emiliana, furono distaccati nel 1937 e attualmente sono esposti al Museo di Roma a Palazzo Braschi.[12][14]
- La seconda cappella era dedicata a San Biagio.[12] Vi si venerava una pittura su tavola raffigurante il santo.[12] Questa cappella fu l'ultima a essere eretta nella chiesa, in quanto in suo spazio era originariamente occupato da una entrata laterale che dava su Borgo Vecchio.[12]
- La terza cappella era dedicata alla Natività di Gesù.[12] Era chiamata anche "della circoncisione", a causa di un dipinto di Giovanni Battista Ricci, soprannominato dalla sua città natale il Novara, avente come soggetto la Circoncisione di Gesù.[12][15] Questa cappella era conosciuta anche come "Cappella della pietra", con riferimento alla presunta pietra su cui Gesù era stato presentato al Tempio di Gerusalemme, conservata qui.[12] Dopo la demolizione della chiesa questa pietra, insieme con quella del sacrificio di Isacco, venne spostata nella vicina chiesa dei Santi Michele e Magno.[12] Sopra l'altare si trovava un quadro ad olio raffigurante la Presentazione di Gesù al Tempio, di un allievo del Ricci.[12][15]

Sulla parete di fondo della navata destra c'era un affresco del XVI secolo raffigurante la Pietà tra un coro di angeli.
Lato sinistro:
- La prima cappella era dedicata alla Natività di Maria.[17] Dal 1573, questa cappella divenne giuspatronato della nobile famiglia milanese dei Carcano, e ospitava la presunta pietra del sacrificio di Isacco.[17] Sul suo altare era esposto un dipinto di Giovanni Battista Ricci raffigurante la nascita della Vergine Maria; sulla volta, i quattro evangelisti, sui muri alcuni affreschi.[17]
- La seconda cappella era dedicata a San Giacomo e aveva sopra l'altare una statua del santo, poi sostituita da un dipinto con lo stesso soggetto.[12] Questa cappella era il luogo di sepoltura dei membri della confraternita del SS. Sacramento.[17]
- La terza cappella era dedicata al Crocifisso, e ospitava una grande scultura raffigurante Cristo in croce.[12]

Sopra l'altar maggiore, dedicato a Gesù Redentore, si trovava un dipinto di Giovanni Battista Ricci raffigurante l'Ultima Cena.
Inoltre, nel 1662 venne trasferito nella chiesa un affresco staccato raffigurante la Vergine con il Bambino. Nel quindicesimo secolo i Cardinali Ardicini (zio e nipote) avevano fatto dipingere questa immagine sulla facciata del loro palazzo in Borgo Sant'Angelo. Questa immagine era molto venerata dal popolo di Borgo a causa dei numerosi miracoli attribuiti alla sua intercessione.
La chiesa possedeva inoltre diversi pregevoli arredi sacri: fra questi il tabernacolo in marmo africano dell'altar maggiore, realizzato da Giovanni Battista Ciolli, e un'acquasantiera posta a destra dell`entrata, donata alla chiesa nel 1589 da Francesco Del Sodo, socio eminente dell`arciconfraternita.
La chiesa era luogo di sepoltura di diverse persone, le cui lapidi adornavano il pavimento: tra questi, il figlio e la suocera di Pirro Ligorio e Battista Gerosa, figlio di Antonio, l'architetto dell'Oratorio di San Sebastiano